# 制置三司條例司
制置三司條例司是宋朝熙寧變法第一個設立之機構，始設於熙寧二年（1069年）。
宋初財政由戶部司、度支司、鹽鐵司三司掌握，以分散財政大權。這樣的情況下，政府公文需經重重部門，甚為不便。
王安石設立制置三司條例司來作為三司的上級機構，統領三司的財政和審核國家一年預算。制置三司條例司也同時負責新法的制定、頒布和執行。
制置三司條例司引來反變法派的批评，因該做法打破宋初定制，超越中央各個機構。反對新法的呂誨被降職。熙寧三年（1070年），制置三司條例司被廢除。